# Cerynea minuta
Cerynea minuta är en fjärilsart som beskrevs av Emilio Berio 1959. Cerynea minuta ingår i släktet Cerynea och familjen nattflyn. Inga underarter finns listade i Catalogue of Life.